# Liste der Monuments historiques in Herblay-sur-Seine
Die Liste der Monuments historiques in Herblay-sur-Seine führt die Monuments historiques in der französischen Stadt Herblay-sur-Seine auf.

## Liste der Bauwerke
| Bezeichnung      | Beschreibung | Standort | Kennzeichnung | Schutzstatus | Datum | Bild           |
| ---------------- | ------------ | -------- | ------------- | ------------ | ----- | -------------- |
| Kirche St-Martin |              | (Lage)   | PA00080091    | Inscrit      | 1925  | weitere Bilder |

## Liste der Objekte
- Monuments historiques (Objekte) in Herblay-sur-Seine in der Base Palissy des französischen Kultusministeriums